# Anglo-nizozemské války

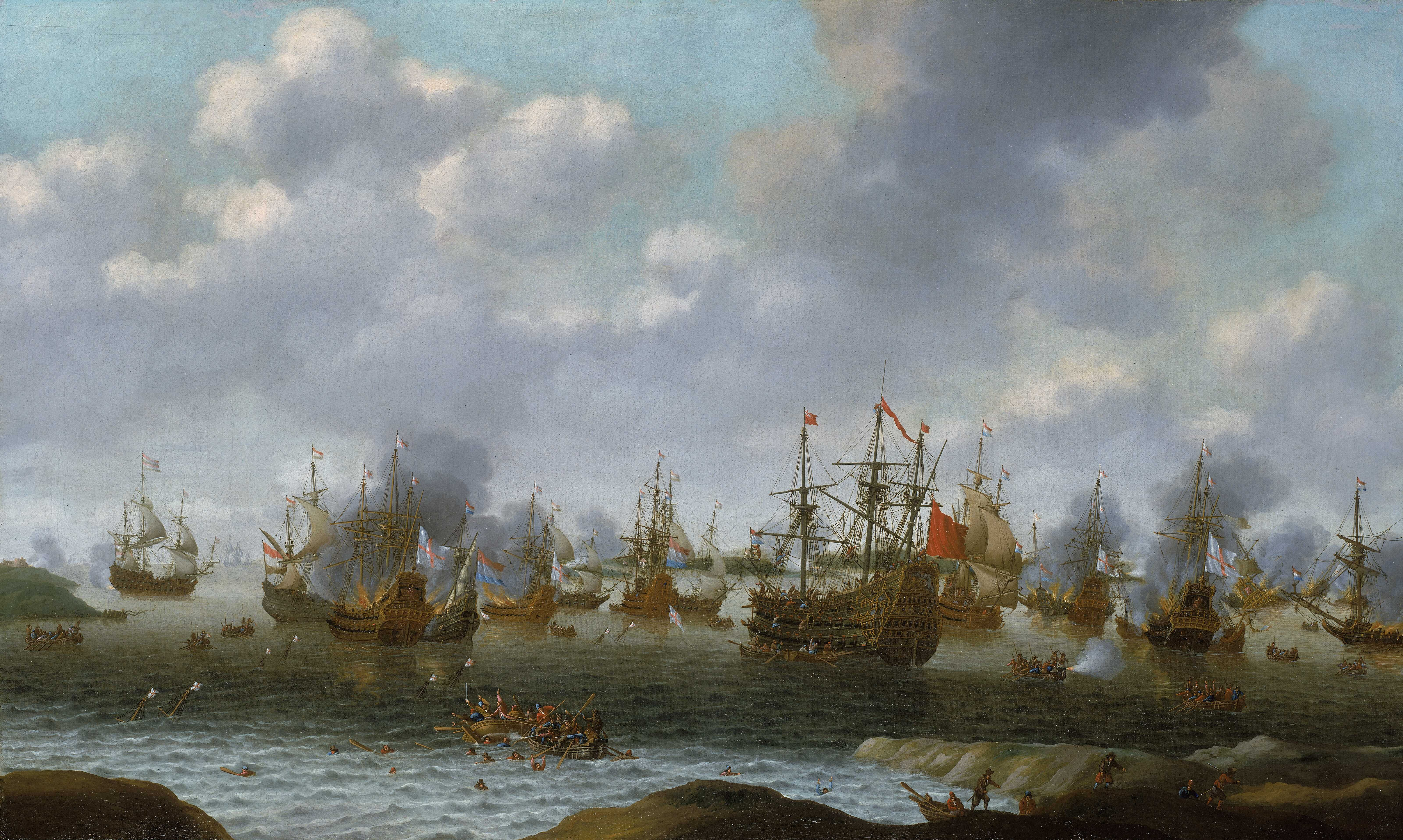
Nizozemský útok na Medway, Pieter Cornelisz van Soest, 1667. Zajatá loď Royal Charles je vpravo uprostřed.

Anglo-nizozemské války (anglicky Anglo-Dutch wars, nizozemsky Engels–Nederlandse Oorlogen nebo Engelse Zeeoorlogen) byla řada válečných konfliktů, převážně námořních, mezi Anglií a později Velkou Británií na jedné straně a Nizozemím na straně druhé. Hlavním předmětem sporů byly obchodní cesty, kolonie a námořní nadvláda. Konflikty mezi oběma státy probíhaly od počátku druhé poloviny 17. století až do počátku století 19., přičemž vlastní anglo-nizozemské války byly čtyři a další konflikty se odehrály v rámci širších střetnutí.
Vlastní anglo-nizozemské války:
- První anglo-nizozemská válka (1652 až 1654), jejímž vítězem byla Anglie, důsledkem byla ztráta přístupu Nizozemců do britských pobřežních vod.
- Druhá anglo-nizozemská válka (1665 až 1667) skončila úspěšným nájezdem Nizozemců na Medway a porážkou Angličanů
- Třetí anglo-nizozemská válka (1672 až 1674) probíhala na okraji francouzsko-nizozemské války, když se Karel II. Stuart postavil po bok Francouzů, a skončila neúspěšným pokusem Angličanů o vylodění v Nizozemí.
- Čtvrtá anglo-nizozemská válka (1780 až 1784) skončila britským vítězstvím a ústupky Nizozemí na Dálném Východě.

Další konflikty, při nichž došlo ke střetu vojsk obou zemí:
- Slavná revoluce (1688 až 1689), při níž nizozemská invaze prosadila na anglický trůn Viléma Oranžského.
- Francouzské revoluční války (1795 až 1802) a navazující napoleonské války (1803 až 1815), při kterých bylo Nizozemí (jako Batávská republika, Holandské království a posléze jako součást Francie) v područí Francie a bojovalo po jejím boku proti Velké Británii.